# Acrocercops convoluta
Acrocercops convoluta är en fjärilsart som beskrevs av Edward Meyrick 1908. Acrocercops convoluta ingår i släktet Acrocercops och familjen styltmalar.
Artens utbredningsområde är:
- Sri Lanka.
- Vietnam.

Inga underarter finns listade i Catalogue of Life.